# What If (Creed)
What If è un singolo del gruppo musicale statunitense Creed, pubblicato nel 2000 ed estratto dall'album Human Clay.
Il brano, scritto da Scott Stapp e Mark Tremonti, è anche utilizzato per la colonna sonora del film Scream 3.

## Video
Il videoclip della canzone vede la partecipazione di David Arquette.